# Jan z Dubrovníka
Mistr Jan z Dubrovníka OP (chorvat. Ivan Stojković, lat. Johannes de Ragusio, kolem 1395, Dubrovník – 20. října 1443, Lausanne) byl původem chorvatský dominikán, římskokatolický biskup a jeden z předních teologů své doby, který je znám především svou účastí v diskusích na basilejském koncilu.